# Trichoplusia molybdina
Trichoplusia molybdina är en fjärilsart som beskrevs av Claude Dufay 1968. Trichoplusia molybdina ingår i släktet Trichoplusia och familjen nattflyn. Inga underarter finns listade i Catalogue of Life.